# مقاطعة سوفولك (ماساشوستس)

موقع مقاطعة سوفولك باللون الأحمر الغامق في ولاية ماساشوستس

مقاطعة سوفولك (بالإنجليزية: Suffolk County)‏ هي إحدى المقاطعات في ولاية ماساشوستس يبلغ عدد سكان مقاطعة سوفولك حوالي 732684 نسمة حسب إحصائيات سنة 2008 وتعد مدينة بوسطن من أكبر مدن المقاطعة.

## جغرافية المقاطعة
تبلغ مساحة مقاطعة سوفولك حوالي 311 كيلومتر مربع (120 ميل مربع) منها 152 كلم مربع (59 ميل مربع) في اليابسة و 160 كلم مربع (62 ميل مربع) في الماء أي مايعادل (51.32 ٪) من مجموع مساحة المقاطعة. يحد مقاطعة سوفولك من جهة الشمال مقاطعة اسكس من جهة الغرب مقاطعة نورفولك ومن جهة الشرق خليج ماساشوستس ومن جهة الجنوب مقاطعة ميدلسيكس.

## أعلام
- جيمس لويد
- تشارلز بي. جي. ميرفي
- بيترس لورا غوف